# Joseph Goldberger
Pour les articles homonymes, voir Goldberger.
Joseph Goldberger (né le 16 juillet 1874 à Giraltovce, Royaume de Hongrie ; mort le 17 janvier 1929 à Washington, D.C., États-Unis) est un médecin américain. Il est un de ceux qui ont prouvé au début du XXe siècle que la pellagre humaine et la maladie de la langue noire du chien sont causées toutes deux par un manque d’acide nicotinique, une vitamine du complexe B[Quoi ?]. Auparavant ce sont les germes qu’on incriminait plutôt.

## Biographie
À l’âge de six ans, il partit avec sa famille pour les États-Unis où ses parents tinrent une épicerie dans l’East Side de Manhattan. En 1890, il entra au City College de New York. Au départ, il comptait devenir ingénieur, mais il se tourna ensuite vers la médecine et passa son doctorat au Bellevue Hospital Medical College  en 1895. Il exerça d’abord dans une petite ville de Pennsylvanie mais, s’y ennuyant, il postula pour un poste au Service hospitalier de la marine où il entra par concours en 1899. Il s’occupa de la lutte contre les maladies infectieuses (principalement des marins). Affecté en 1902 au service de santé publique il se consacra de plus en plus à la recherche fondamentale contre les infections. En 1914, le chirurgien général Rupert Blue le chargea d’étudier la pellagre, qui était endémique dans les couches pauvres de la population du Sud des États-Unis en raison d’une alimentation déséquilibrée à base de maïs. Rapidement il se rendit compte qu’il ne s’agissait pas d’une maladie infectieuse mais d’une conséquence de la malnutrition. Pour le vérifier il entreprit des expériences alimentaires sur des volontaires dans une prison du Mississippi. A l’époque ses conclusions se heurtèrent à une certaine résistance et, comme il venait du Nord des États-Unis, on l’accusa parfois d’avoir des préjugés contre le mode de vie des gens du Sud.
Joseph Goldberger passa le reste de sa carrière à essayer de trouver quel était le composant alimentaire dont l’absence causait la pellagre, mais il mourut d’un cancer en 1929 avant que la cause fût découverte. C’est Conrad Elvehjem qui réussit en 1937 à prouver que la cause est une carence en acide nicotinique.

## Écrits
- The etiology of pellagra: The significance of certain epidemiological observations with respect thereto. Public Health Rep. 1914;29(26):1683-86.
- mit Waring CH, Tanner WF: Pellagra prevention by diet among institutional inmates. Public Health Rep. 1923;38(41):2361-68.
- mit Wheeler GA: The experimental production of pellagra in human subjects by means of diet. Hygienic Laboratory Bulletin. 1920; 120:7-116.